# Phim lịch sử

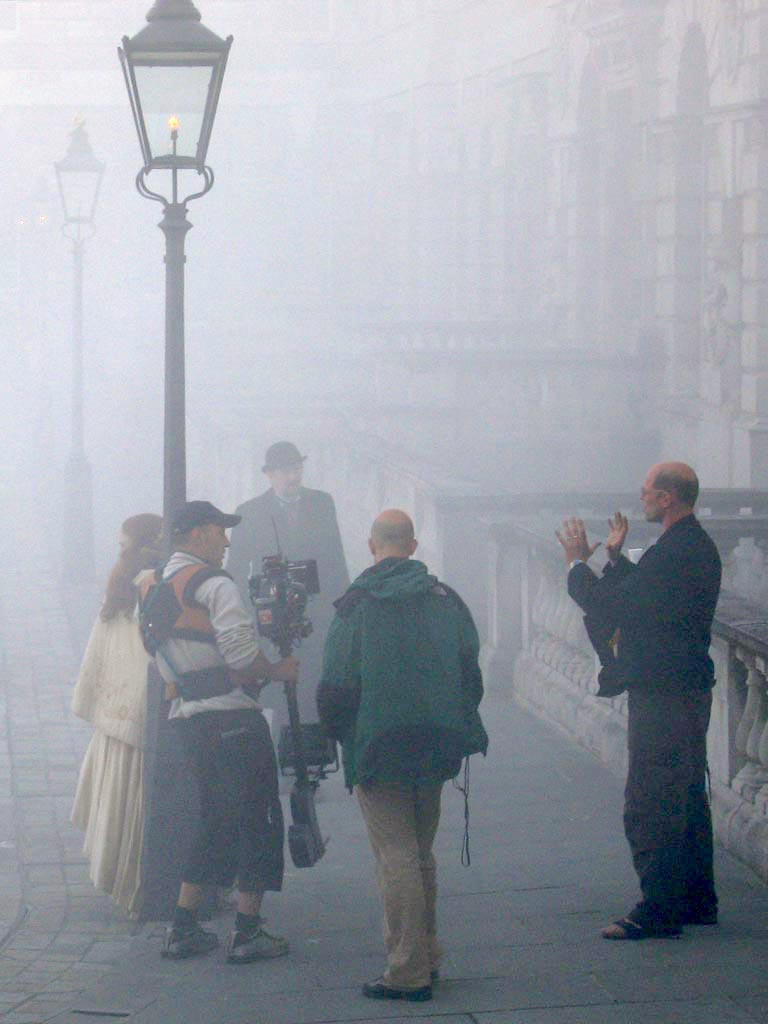
Bấm máy ghi hình bối cảnh một bộ phim ở vào thế kỷ 19, quay tại Luân Đôn, Anh Quốc năm 2004

Phim lịch sử (tiếng Anh: historical period drama hay historical drama, tức phim truyện lịch sử hay chính kịch lịch sử) là những bộ phim lấy bối cảnh thời đại trong quá khứ. Ở Nhật Bản, Hàn Quốc cũng như toàn bộ khối Hoa ngữ, thể loại này thường được gọi với cái tên là thời đại kịch (giản thể: 时代剧; phồn thể: 時代劇).
Tại Việt Nam, khái niệm phim lịch sử ít được sử dụng rộng rãi nhưng thực chất nó là một thể loại lớn bao gồm các nhánh nhỏ với những tên gọi phổ biến hơn như phim cổ trang, phim lấy đề tài Chiến tranh Việt Nam, phim lấy bối cảnh xã hội Bắc Bộ hoặc Nam Bộ xưa hậu phong kiến. Phim lịch sử được chia làm hai loại là phim chính sử (dựa trên sử văn chính thức) và phim dã sử (dựa trên những ký ức lịch sử được lưu truyền trong dân gian).
Dòng phim lịch sử trên thế giới nói chung bao gồm các nhánh nhỏ như: lịch sử cổ trang, kỳ ảo lịch sử, tình cảm, phiêu lưu và anh hùng dân gian. Phim về tôn giáo, tín ngưỡng cũng đủ điều kiện để được xếp vào dòng phim cổ trang nhưng tuyệt nhiên không phải phim lịch sử.